# Kyle Peterson
Kyle Peterson (Calgary, Alberta, 1974. április 17. –) kanadai jégkorongozó.

## Pályafutása
Komolyabb junior karrierjét az USHL-es Thunder Bay Flyersben kezdte 1991-ben és 1993-ig játszott ebben a csapatban. Az 1992-es NHL-drafton a Minnesota North Stars választotta ki a hetedik kör 154. helyén. Ezután 1993–1997 között a Michigan Technological University egyetemi csapatában játszott. Komolyabb felnőtt pályafutását az ECHL-es New Orleans Brassban kezdte 1997-ben és a következő idényben még egy mérkőzést játszott ebben a csapatban mikor is a CHL-es Memphis Riverkingsbe került. 1999–2001 között a holland bajnokságban játszott a Nijmegen Tigersben. 2001-ben vonult vissza.